# Langweid am Lech
Langweid am Lech è un comune tedesco di 7 650 abitanti, situato nel land della Baviera.